# Suimanga de Reichenbach
El suimanga de Reichenbach (Anabathmis reichenbachii) és una espècie d'ocell de la família dels nectarínids (Nectariniidae) que habita zones boscoses i palmerars de l'Àfrica Occidental i Central.